# Србија (четничке новине)
Србија је месечни лист на српском и енглеском језику са седиштем у Стони Крику у Хамилтону (Онтарио).

## Историјат
Лист је јануара 1959. године под слоганом „глас српских бораца” основао четнички војвода Момчило Ђујић као званично гласило „Покрета српских четника Равне Горе”. Први број листа изашао је јануара 1959. у америчком граду Гери, у држави Индијани. Нешто касније, лист излази у Виндзору.
Зграда Спомен-дома ђенерала Драже Михаиловића свечано је освештана и отворена у Вајнони код Хамилтона 11. маја 1975. године и ту се од тада налази штампарија и администрација листа. Неки од администратора били су Тошо Клисурић, Петар Манојловић Динарац и Петар Радан а садашњу администрацију води Душан Грубнић.
У почетку, лист је излазио свака три месеца а данас је месечник са дванаест страница. У марту 1989. изашао је први број листа са рубриком на енглеском језику. Лист се штампа у црно-белој техници са делом и у боји.
Неки од сарадника листа били су Миливој Васић, Станиша Влаховић, Ђурађ Вујчић, Милутин Деврња, Драгутин Драгутиновић, Антоније Ђурић и Миодраг Пурковић.
Целокупна архивска грађа листа је јула 2022. године дигитализована. Лист је августа 2022. године одштампао 700. број.

## Уредници

### Главни и одговорни уредници
| Фотографија      | Име                                    | Преузео дужност | Напустио дужност |
| ---------------- | -------------------------------------- | --------------- | ---------------- |
| Момчило Ђујић    | војвода Момчило Ђујић (1907—1999)      | 1959            | 1989             |
| Давид Дамјановић | командант Давид Дамјановић (1921—2018) | 1989            | 2009             |

Од 2009. године, лист уређује уређивачки одбор међу којима су: Драган Ћирић (уредник), др Вера Драгишић (уредник енглеске секције), Марко Вученовић (председник ПСЧРГ) и Никола Дубајић.
Чланови уређивачког одбора били су и Стеван Бато Рађеновић, протојереј-ставрофор Недељко Лунић и Ђуро Џорџ Будимир.

## Галерија
- Улаз у зграду Спомен-дома ђенерала Драже Михаиловића у коме се налази администрација листа
- Натпис исрпед зграде Спомен-дома ђенерала Драже Михаиловића